# Wendell Mottley
Wendell Adrian Mottley (Port of Spain, 2 luglio 1941) è un ex velocista, economista e politico trinidadiano.

## Biografia
Nel 1964 vinse due medaglie olimpiche a Tokyo. Nei 400 mancò di poco il titolo, battuto dallo statunitense Michael Larrabee: era in testa sul rettilineo finale, ma l'atleta americano rimontò dal quinto posto all'uscita dell'ultima curva e vinse con 45"1 contro 45"2 di Mottley. Nella staffetta 4x400 ottenne il bronzo dietro a Stati Uniti e Gran Bretagna.
Ritiratosi dall'attività sportiva, svolse la professione di politico come membro di un partito di minoranza, la Citizens' Alliance.
Oggi lavora come finanziere e banchiere alla filiale della Credit Suisse di New York e tra il 1991 ed il 1995 fu Ministro delle Finanze nel People's National Movement, occupandosi della rivalutazione del dollaro di Trinidad e Tobago. Ha spesso visitato anche il Center for Global Development, una società statunitense dove ha scritto anche una relazione sull'economia di Trinidad e Tobago.